# Sven Villner
Sven Viktor Villner, född den 6 maj 1915 i Hässleby församling, Jönköpings län, död den 16 augusti 1997 i Kalmar, var en svensk ämbetsman. Han var sonson till Viktor Villner.
Villner avlade studentexamen i Eksjö 1933 och juris kandidatexamen vid Lunds universitet 1938. Han genomförde tingstjänstgöring i Mellersta Värends domsaga 1938–1941. Villner blev länsbokhållare i Jönköpings län 1941, taxeringsinspektör i Kronobergs län 1944–1946, i Skaraborgs län 1946–1952, förste taxeringsinspektör där 1952–1956, tillförordnad assessor i Överståthållarämbetets skatteavdelning 1952–1956, länsassessor 1956–1958, taxeringsintendent i Kalmar län 1959–1961, i Älvsborgs län 1961–1964, landskamrerare i Kalmar län 1964–1971, länsråd 1971–1979 och lagman i Länsrätten i Kalmar län 1979–1981. Villner publicerade ett flertal artiklar i facktidskrifter. Han blev riddare av Nordstjärneorden 1966. Han vilar på Södra kyrkogården i Kalmar.